# Campaea dehaliaria
Campaea dehaliaria là một loài bướm đêm trong họ Geometridae.